# Zeitschrift für Gesetzgebung
Die Zeitschrift für Gesetzgebung (ZG) ist eine Vierteljahresschrift für staatliche und kommunale Rechtsetzung, sie ist Forum für Fragen der Rechtsetzung, ihrer Planung und des Gesetzesvollzugs. Die Zeitschrift behandelt Themen, die sich den rechtsetzenden Organen in Bund, Ländern, den Gemeinden und der EU stellen, und richtet sich vor allem an die Praktiker im staatlichen und kommunalen Bereich.
Die ZG wurde 1985 gegründet und erscheint bei C.F. Müller. Schriftleiter der Fachzeitschrift ist Hans-Günter Henneke.